# بورلیونکور
بورلیونکور (به فرانسوی: Burlioncourt) یک کمون در فرانسه است که در Canton of Château-Salins واقع شده‌است.

## خصوصیات
بورلیونکور ۷٫۳۶ کیلومترمربع مساحت و ۱۷۹ نفر جمعیت دارد و ۲۱۰ متر بالاتر از سطح دریا واقع شده‌است.